# خنفساء ذات علامات عاجية
الخنفساء ذات العلامات العاجية (الاسم العلمي Eburia quadrigeminata)، حشرة من الخنافس وفصيلة خنافس طويلة القرون. يراوح طوله من 12 إلى 25 مم. العمر الأفتراضي له من 10 إلى 40 سنة. ينشط من أبريل ألى سبتمبر. تتغذى يرقاته على الأخشاب الصلبة، مثل البلوط والقيقب و الجوزية والمران.